# Rivea roxburghii
Rivea roxburghii är en vindeväxtart som beskrevs av David Prain och D. Brandis. Rivea roxburghii ingår i släktet Rivea och familjen vindeväxter. Inga underarter finns listade i Catalogue of Life.